# Historic Blue
『Historic Blue』（ヒストリック・ブルー）は、Hysteric Blueのベスト・アルバム。2002年11月20日発売。

## 概要
- デビューから4年の軌跡を辿った唯一のベスト・アルバム。
- 全17曲のうち、シングル13曲、C/W曲1曲、アルバム曲1曲、未発表曲2曲を収録。初回生産限定盤はDVD付。
- 当初ファン投票を経ての選曲予定だったがタイトルチューンに票が集中し、結果的にシングルコレクション＋αとなった。
- 2004年3月、ギターのナオキが強制わいせつ事件で逮捕された事を受け、初回生産限定盤・通常盤共に、回収・廃盤となり市場在庫稀少品となった為、インターネットオークションや中古市場では高価取引されていることもある。

## 収録曲

### CD
1. RUSH!
  - 1stシングル
2. 春〜spring〜
  - 2ndシングル
3. Little Trip
  - 3rdシングル
4. なぜ…
  - 4thシングル
5. ふたりぼっち
  - 5thシングル
6. 今見える明日、戒める今日
  - 5thシングルのC/W曲。
  - 本アルバムで唯一のC/W曲となる。
7. 直感パラダイス
  - 6thシングル
8. Dear
  - 7thシングル
9. グロウアップ
  - 8thシングル
10. だいすき
  - 9thシングル
11. 好奇心
  - 3rdアルバム「bleu-bleu-bleu」収録曲。
  - 本アルバムで唯一のアルバム収録曲となる。
12. Reset me
  - 10thシングル
13. フラストレーション ミュージック
  - 11thシングル
14. ベイサイドベイビー
  - 12thシングル
15. Home Town
  - 13thシングル、アルバム初収録。
16. 浮気なスポーツカー
  - 作詞：Tama／作曲：ナオキ
  - 未発表曲（新曲）
17. 祭りのあと
  - 作詞・作曲：たくや
  - 未発表曲（新曲）

### 初回限定盤DVD
1. 春〜spring〜
2002年5月12日に行われたライブツアー「P・O・T 2002 〜春〜"MILESTONE"」の赤坂BLITZのライブ映像。
2. 1998快進撃!
メジャー・デビュー前後の活動を追いかけたドキュメント・バラエティとなっており、「春〜spring〜」発売時に無料配布されたビデオに収録されていた映像の復刻版。